# Superliga de Nueva Caledonia
La Superliga de Nueva Caledonia es la división superior de Nueva Caledonia, territorio de Ultramar de Francia. Se juega como una liga a doble vuelta entre los primeros cuatro clubes de la División de Honor de Grande Terre, y los campeones de la Iles. El campeón clasifica a la Liga de Campeones de la OFC, mientras que el último desciende a Segunda División. Sus clubes son también elegibles para jugar la Copa de Francia.
El último campeón es el AS MAgenta en la temporada 2023.

## Sistema de disputa
Los diez equipos jugarán entre sí bajo en sistema de todos contra todos 2 veces totalizando 18 partidos cada uno. Al término de la temporada, los 2 primeros se clasificarán a la Liga de Campeones de la OFC, es decir; el campeón y el subcampeón; mientras que el último clasificado descenderá a la Segunda División de Nueva Caledonia 2021 y el penúltimo jugará un play-off del descenso.

## Historia
La primera temporada de la Primera División fue en 1933 y su primer campeón fue el Impassible FC.

## Equipos participantes

### Temporada 2022
| Equipo          | Ciudad       | Fundación | Estadio                   | Capacidad | 2021 |
| --------------- | ------------ | --------- | ------------------------- | --------- | ---- |
| JS Baco         | Kuné         |           | Stade Yoshida             | 1000      | 12°  |
| Dumbéa FC       | Dumbéa       |           | Parc des Sports De Koutio | 1000      | 11°  |
| Hienghène Sport | Hienghène    | 1997      | Stade de Hienghène        | 2000      | 1°   |
| Horizon Patho   | La Roche     |           | Stade La Roche            | 1000      | 10°  |
| AS Kunié        | Kuné         | 1958      | Stade Yoshida             | 1000      | 4°   |
| AS Lössi        | Numea        | 1963      | Numa-Daly Magenta         | 9600      | 6°   |
| AS Magenta      | Numea        | 1953      | Numa-Daly Magenta         | 9600      | 8°   |
| AS Mont-Dore    | Le Mont-Dore | 1999      | Stade Boewa               | 2000      | 7°   |
| SC Ne Drehu     | We           |           | Stade Hsanné              | 1000      | 2°   |
| AS Qanono       | Numea        |           | Numa-Daly Magenta         | 9600      | 9º   |
| AS Tiga Sport   | Numea        |           | Numa-Daly Magenta         | 9600      | 3°   |
| AS Wetr         | Numea        |           | Numa-Daly Magenta         | 9600      | 5º   |

## Palmarés
| Temporada | Campeón                            | Subcampeón      |
| --------- | ---------------------------------- | --------------- |
| 1933      | Impassible FC                      |                 |
| 1934-1949 | Desconocido                        | Desconocido     |
| 1950      | Impassible FC                      |                 |
| 1951      | Impassible FC                      |                 |
| 1952      | Independante SC                    |                 |
| 1953      | Impassible FC                      |                 |
| 1954      | Independante SC                    |                 |
| 1955      | Desconocido                        | Desconocido     |
| 1956      | Impassible FC                      |                 |
| 1957      | Patronage Laïque George Clemenceau |                 |
| 1958      | Patronage Laïque George Clemenceau |                 |
| 1959      | Patronage Laïque George Clemenceau |                 |
| 1960      | Impassible FC                      |                 |
| 1961      | Île des Pins                       |                 |
| 1962      | USC Nouméa                         |                 |
| 1963      | USC Nouméa                         |                 |
| 1964      | JS Vallée du Tir Nouméa            |                 |
| 1965      | AS Frégate                         |                 |
| 1966      | AS Frégate                         |                 |
| 1967      | JS Vallée du Tir Nouméa            |                 |
| 1968      | JS Vallée du Tir Nouméa            |                 |
| 1969      | ASLN Nouméa                        |                 |
| 1970      | ASLN Nouméa                        |                 |
| 1971      | Stade Français Tadine              |                 |
| 1972      | Saint Jean-Baptiste Nathalo        |                 |
| 1973      | Groupement Sportif Ouvéa           |                 |
| 1974      | Gaïtcha FCN                        |                 |
| 1975      | UAC Yaté                           |                 |
| 1976      | ASLN Nouméa                        |                 |
| 1977      | Kehdek de Koumac                   |                 |
| 1978      | USL Gélima                         |                 |
| 1979      | JS Baco                            |                 |
| 1980      | RS Koumac                          |                 |
| 1981      | USL Gélima                         |                 |
| 1982      | JS Baco                            |                 |
| 1983      | CA Saint-Louis                     |                 |
| 1984      | AS Frégate                         | AS Païta        |
| 1985      | AS Kunié                           | CA Saint-Louis  |
| 1986      | AS 6e km                           |                 |
| 1987      | CA Saint-Louis                     |                 |
| 1988      | CA Saint-Louis                     |                 |
| 1989      | Wé-Luécilla                        | Entente Gélima  |
| 1990      | Gaïtcha FCN                        |                 |
| 1991      | Wé-Luécilla                        | AS Kunié        |
| 1992      | AS Kunié                           |                 |
| 1993      | Wé-Luécilla                        | AS Magenta      |
| 1994      | JS Baco                            | AS Magenta      |
| 1995      | JS Baco                            | JS Traput       |
| 1996      | JS Traput                          | JS Baco         |
| 1997      | JS Baco                            | CA Saint-Louis  |
| 1998      | AS Poum                            | JS Traput       |
| 1999      | Gaïtcha FCN                        | AS Auteuil      |
| 2000      | JS Baco                            | JS Traput       |
| 2001      | JS Baco                            | AS Mont-Dore    |
| 2002      | AS Mont-Dore                       | JS Baco         |
| 2002–03   | AS Magenta                         | JS Baco         |
| 2003–04   | AS Magenta                         | AS Mont-Dore    |
| 2004–05   | AS Magenta                         | AS Mont-Dore    |
| 2005–06   | AS Mont-Dore                       | JS Baco         |
| 2006–07   | JS Baco                            | AS Lössi        |
| 2007–08   | AS Magenta                         | AS Mont-Dore    |
| 2008–09   | AS Magenta                         | AS Mont-Dore    |
| 2009      | AS Magenta                         | Hienghène Sport |
| 2010      | AS Mont-Dore                       | AS Magenta      |
| 2011      | AS Mont-Dore                       | Thio Sport      |
| 2012      | AS Magenta                         | Hienghène Sport |
| 2013      | FC Gaïtcha                         | Hienghène Sport |
| 2014      | AS Magenta                         | AS Lössi        |
| 2015      | AS Magenta                         | Hienghène Sport |
| 2016      | AS Magenta                         | AS Lössi        |
| 2017      | Hienghène Sport                    | AS Magenta      |
| 2018      | AS Magenta                         | Hienghène Sport |
| 2019      | Hienghène Sport                    | AS Magenta      |
| 2020-21   | AS Tiga Sport                      | Horizon Patho   |
| 2021      | Hienghène Sport                    | SC Ne Drehu     |
| 2022      | AS Tiga Sport]                     | Hienghène Sport |
| 2023      | AS Magenta                         | ASC Gaïca       |
| 2024      | Liga cancelada                     | Liga cancelada  |

## Títulos por club
| Club                        | Títulos | Años campeón                                                                          |
| --------------------------- | ------- | ------------------------------------------------------------------------------------- |
| AS Magenta                  | 12      | 2002-03, 2003-04, 2004-05, 2007-08, 2008-09, 2009, 2012, 2014, 2015, 2016, 2018, 2023 |
| JS Baco                     | 8       | 1979, 1982, 1994, 1995, 1997, 2000, 2001, 2006-07                                     |
| Impassible FC               | 5       | 1933, 1950, 1951, 1953, 1956, 1960                                                    |
| FC Gaïtcha                  | 4       | 1974, 1990, 1999, 2013                                                                |
| AS Mont-Dore                | 4       | 2002, 2005-06, 2010, 2011                                                             |
| CA Saint-Louis              | 3       | 1983, 1987, 1988                                                                      |
| AS Frégate                  | 3       | 1965, 1966, 1984                                                                      |
| JS Vallée du Tir Nouméa     | 3       | 1964, 1967, 1968                                                                      |
| ASLN Nouméa                 | 3       | 1969, 1970, 1976                                                                      |
| PLGC                        | 3       | 1957, 1958, 1959                                                                      |
| Wé-Luecilla                 | 3       | 1989, 1991, 1993                                                                      |
| Hienghène Sport             | 3       | 2017, 2019, 2021                                                                      |
| Tiga Sport                  | 2       | 2020, 2022                                                                            |
| Indépendante SC             | 2       | 1952, 1954                                                                            |
| AS Kunié                    | 2       | 1985, 1992                                                                            |
| USC Nouméa                  | 2       | 1962, 1963                                                                            |
| USL Gélima                  | 2       | 1978, 1981                                                                            |
| AS 6e km                    | 1       | 1986                                                                                  |
| Île des Pins                | 1       | 1961                                                                                  |
| Kehdek de Koumac            | 1       | 1977                                                                                  |
| RS Koumac                   | 1       | 1980                                                                                  |
| Groupement Sportif Ouvéa    | 1       | 1973                                                                                  |
| AS Poum                     | 1       | 1998                                                                                  |
| Saint Jean-Baptiste Nathalo | 1       | 1972                                                                                  |
| Stade Français Tadine       | 1       | 1971                                                                                  |
| JS Traput                   | 1       | 1996                                                                                  |
| UAC Yaté                    | 1       | 1975                                                                                  |

1. ↑  Incluye el Gaïtcha FCN.

## Clasificación histórica
Actualizado el 9 de Noviembre. Tabla elaborada desde 2012 con el nombre de la Superliga hasta la terminada temporada 2021.
| Pos. | Equipo           | Temp. | PJ  | PG  | PE | PP | GF  | GC  | DG   | Pts. | Desc. |
| ---- | ---------------- | ----- | --- | --- | -- | -- | --- | --- | ---- | ---- | ----- |
| 1    | AS Magenta       | 10    | 196 | 130 | 38 | 28 | 436 | 223 | +213 | 624  |       |
| 2    | Hienghène Sport  | 10    | 196 | 136 | 30 | 30 | 615 | 234 | +381 | 600  | -34   |
| 3    | AS Lössi         | 10    | 194 | 100 | 44 | 50 | 481 | 329 | +152 | 515  | -24   |
| 4    | AS Mont-Dore     | 10    | 196 | 82  | 39 | 75 | 371 | 342 | +29  | 467  | -14   |
| 5    | AS Tiga Sport    | 10    | 196 | 76  | 34 | 86 | 380 | 393 | -13  | 430  | -28   |
| 6    | SC Ne Drehu      | 9     | 176 | 73  | 48 | 55 | 328 | 299 | +29  | 421  | -22   |
| 7    | AS Wetr          | 9     | 177 | 61  | 35 | 81 | 366 | 343 | +23  | 384  | -11   |
| 8    | Gaïtcha FCN      | 5     | 108 | 55  | 15 | 38 | 257 | 196 | +61  | 258  | -30   |
| 9    | Horizon Patho    | 5     | 90  | 35  | 21 | 34 | 174 | 155 | +19  | 197  | -19   |
| 10   | Thio Sport       | 4     | 84  | 31  | 19 | 36 | 171 | 196 | -25  | 161  | -33   |
| 11   | AS Kunié         | 4     | 69  | 20  | 8  | 41 | 99  | 196 | -97  | 135  | -2    |
| 12   | RC Poindimié     | 4     | 86  | 16  | 10 | 60 | 138 | 289 | -151 | 129  | -15   |
| 13   | AS Qanono        | 3     | 56  | 21  | 15 | 20 | 94  | 89  | +5   | 126  | -7    |
| 14   | FC Bélep         | 3     | 68  | 16  | 12 | 40 | 105 | 198 | -93  | 105  | -23   |
| 15   | JS Baco          | 5     | 89  | 13  | 10 | 66 | 138 | 322 | -184 | 100  | -38   |
| 16   | AGJP             | 3     | 66  | 12  | 11 | 43 | 121 | 234 | -113 | 87   | -20   |
| 17   | Trio Kédeigne FC | 2     | 40  | 11  | 5  | 24 | 60  | 97  | -37  | 72   | -6    |
| 18   | ES Wacaélé       | 2     | 40  | 15  | 4  | 25 | 70  | 98  | -28  | 68   | -21   |
| 19   | AS Auteuil       | 2     | 44  | 5   | 9  | 30 | 43  | 108 | -65  | 55   | -13   |
| 20   | AS Kirikitr      | 1     | 22  | 4   | 6  | 12 | 30  | 58  | -28  | 40   |       |
| 21   | USC Nouméa       | 1     | 24  | 3   | 4  | 17 | 27  | 92  | -65  | 37   |       |
| 22   | Dumbéa FC        | 1     | 16  | 5   | 0  | 11 | 26  | 46  | -20  | 31   |       |
| 23   | Mouli Sport      | 1     | 20  | 3   | 1  | 16 | 39  | 77  | -38  | 29   | -1    |
| 24   | AS Grand Nord    | 1     | 20  | 3   | 1  | 16 | 29  | 80  | -51  | 17   | -13   |